# Городенко Георгій Борисович
Георгій Борисович Городенко (рос. Георгий Борисович Городенко; 7 травня 1936, Одеса УРСР — 18 січня 2020, Одеса, Україна) — радянський футболіст, воротар. Майстер спорту СРСР (1961). Віце-президент федерації футболу Одеської області.
Освіта вища. У 1957 році закінчив Одеський інститут інженерів морського флоту. Нині — старший викладач кафедри фізичного виховання Одеського державного екологічного університету.

## Життєпис
Георгій Городенко народився 7 травня 1936 року в Одесі на Пересипу, де в 1951 році й зробив свої перші футбольні кроки, будучи учнем 30-ї школи на Ярмарковій площі, який був сусідом стадіоном заводу імені Жовтневої революції. На вибір амплуа Городенка вплинув фільм «Воротар», знятий за романом Лева Кассіля.
У 1954 році Городенко опинився в команді Футбольної школи молоді, в складі якої був разом з Юрієм Заболотним, Василем Москаленко, Володимиром Щегольковим, Костянтином Фурсом і Володимиром Єлісєєвим. У тому ж році був запрошений у «Металург», в якому й розпочав свою професійну футбольну кар'єру.
У серпні 1955 року дебютував в команді майстрів в матчі першості СРСР класу Б, всі 90 хвилин проти ужгородського «Спартака».
У сезоні 1961 року завоював разом з «Чорноморцем» першість класу Б і право посперечатися з донецьким «Шахтарем» за путівку в клас А, проте Федерація футболу СРСР скасувала перехідні ігри з «гірниками».
Історичний вихід в еліту радянського футболу «морякам» вдався лише через три роки, коли «Чорноморець» виграв 6 з 6-и матчів, які залишилися. У всіх матчах ворота «моряків» захищав Городенка, який пропустив лише два м'яча, які ні на що не вплинули.
У Класі А Городенко відіграв за «Чорноморець» 18 матчів і пропустив 24 м'ячі, ще в 3-х матчах йшов з поля, залишивши ворота в недоторканності, а з чотирьох пенальті, призначених у його ворота, відбив два, вигравши дуелі у Слави Метревелі й Едуарда Стрельцова.
У 1966 році Городенко відправився до дніпропетровського «Дніпра», який очолював Анатолій Зубрицький, де через три сезони завершив професійну ігрову кар'єру, в ході якої виступав за збірну СРСР класу Б.
Після відходу з «Дніпра» провів чотири сезони в татарбунарському «Повстанні», якому допоміг стати найтитулованішою командою в одеському обласному футболі в епоху СРСР. Граючи за татарбунарців, Городенко двічі виграв чемпіонат і Кубок області, беручи до уваги масштабних турнірів всесоюзного значення.
У 70-ті роки Городенко зосередився на адміністративній роботі, будучи обраним до складу спочатку виконкому, а потім й президії обласної федерації футболу, в якій працює донині. У 1983 році як граючий тренер очолив ветеранську збірну СРСР, з якою об'їздив Радянський Союз і Європу аж до розпаду СРСР, паралельно інспектуючи матчі чемпіонату СРСР, а потім й України.
Шість років (1991—1997) керував федерацією футболу Одеської області, а до цього періоду й згодом довгі роки обіймав посаду віце-президента ФФОО.
У 2001 році був включений до списку найкращих футболістів Одеси XX століття.

## Досягнення
- Клас Б чемпіонату СРСР
  -  Чемпіон (1): 1961

- Чемпіонат Одеської області
  -  Чемпіон (2): 1969, 1970

- Кубок Одеської області
  -  Володар (2): 1969, 1971